# Guldtuben 2018
Guldtuben 2018 var den femte Guldtubengalan och arrangerades av Splay Networks. Galan ägde rum 26 maj 2018 och sändes på SVT med Clara Henry och Happy Jankell som programledare.
Innan galan så hade tittarna möjligheten att välja ut de nominerade på Guldtubens webbplats. När de nominerade hade utsetts så valde en oberoende jury ut vinnarna, något som kritiserats hårt av tittarna.

## Vinnare och nominerade

### Personer, kanaler och profiler
| Årets humor - IJustWantToBeCool - Filip Dikmen - Jacques Thomas Oscar - Johanna Nordström - Språkföralla | Årets blogg - Bianca Ingrosso - Alice Stenlöf - Angelica Blick - Isabella Löwengrip - Sandra Beijer | Årets stjärnskott - Bianca Ingrosso - Alice Stenlöf - Johanna Nordström - Matilda Djerf - Margaux Dietz      | Årets gamer - Kimmy POWER - Anomaly - ChrisWhippit - Sp4zie - Zaitr0s                               | Årets entreprenör - Wilma & Emil Holmqvist - Amanda Schulman & Hanna Widell - Hannah Andersson - Kenza Zouiten - Isabella Löwengrip |
| Årets beauty - Therése Lindgren - Beauty by Agnes Matilda - Leyglow - Linda Hallberg - Tone Sekelius     | Årets livsstil - Margaux Dietz - Cassandra Klatzkow - Janni Deler - Josefin Dahlberg - Linn Ahlborg | Årets Youtuber - Therése Lindgren - Bianca Ingrosso - IJustWantToBeCool - Tone Sekelius - Viktoria Harrysson | Årets Instagram - Filip Dikmen - Johanna Nordström - Lovette Jallow - Matilda Djerf - Mia Skäringer | Årets Musical.ly - NattiD - Theozofficial - Izaandelle - Tarafilippa - Amandaedmundsson                                             |

### Program, serier och poddar
| Årets video - Jag föder barn av Margaux Dietz - Älskade unge av Therése Lindgren - En helt vanlig dag på Postnord av Johanna Nordström och Torbjörn Skorup - Runkar du? av Viktoria Harrysson - Trumpetdans av Yayanaomi | Årets serie - Therese Testar av Therése Lindgren - Över Bordet av Tom & Petter - Look Books & Outfits av The Line Up - Fem i... av Splay Sverige - Tinder Takeover av ENT |
| Årets podcast - Alice och Bianca - Alla våra ligg - Skäringer & Mannheimer - Singelrådet - Ångestpodden | |

### Årets profil
- Margaux Dietz

### Årets budskap
- Viktoria Harrysson